# Guioa koniamboensis
Guioa koniamboensis là một loài thực vật có hoa trong họ Bồ hòn. Loài này được Guillaumin mô tả khoa học đầu tiên năm 1959.